# I morti viventi sono tra noi
I morti viventi sono tra noi (Revanche des Morts Vivants) è un film del 1987 diretto da Pierre B. Reinhard.

## Trama
Francia, anni 80. Un boicottaggio ad un camion che trasporta latte, cui viene furtivamente aggiunto un veleno, causa la strana morte di tre ragazze.
Mentre la polizia indaga, le tre morte tornano in vita e si danno ad una efferata serie di omicidi. Ma il finale smaschererà le tre assassine.